# Barbara Claes
Barbara Claes (1983) is een Vlaamse actrice.
Vanaf januari 2006 vertolkte ze de rol van Zoë de Rixart de Waremme in de soap Familie. Vanaf september 2006 speelde ze in deze serie nog een rol, die van Noa de Rixart de Waremme, een rol die haar tweelingzus voordien vertolkte. Een tijdje later besloot Barbara opnieuw te gaan studeren. Dit had tot gevolg dat haar personages Noa en Zoë in mei 2007 uit de serie verdwenen.
Barbara Claes is de tweelingzus van Stefanie Claes, eveneens actrice. Een andere zus is actrice Silvia Claes.
Barbara speelde Annemieke in de aflevering 'Schatten uit de diepte' in het 2de seizoen van Neveneffecten. Haar zus Stefanie speelde Rozemieke.